# Mobile Air Control Centre
Mobile Air Control Centre (MACC) er det danske luftvåbens mobile luftovervågningsenhed. Centret er mobilt og kan opstilles overalt i verden hvor det kan varetage et luftbillede og lede både militær og civil flytrafik. 
Centret har til sin rådighed to langtrækkende AN/TPS-77 radarer samt et antal mindre RAC-3D radarer. Disse sensorer er koblet op til et mobilt hovedkvarter der er designet til udføre samme rolle som Control and Reporting Centre Karup overalt hvor det bliver indsat.
I 2012 blev det besluttet at udsende centret til Afghanistan hvor det skulle fungere som en aflastning for de allierede AWACS der kun kan opholde sig i operationsområdet i en kortere periode mens MACC kan operere døgnet rundt i længere perioder.